# Strombocodia elegans
Strombocodia elegans là một loài ruồi trong họ Asilidae. Strombocodia elegans được Hermann miêu tả năm 1912. Loài này phân bố ở vùng Tân nhiệt đới.